# 19ª edizione dei Critics' Choice Awards
La 19ª edizione dei Critics' Choice Movie Awards si è tenuta il 16 gennaio 2014 presso il Barker Hangar dell'aeroporto di Santa Monica, premiando le migliori produzioni del 2013.
Il 19 giugno 2014 al Beverly Hills Hotel di Los Angeles si è invece tenuta la 4ª edizione dei Critics' Choice Television Awards.

## Critics' Choice Movie Awards

### Miglior film
- 12 anni schiavo (12 Years a Slave), regia di Steve McQueen
- American Hustle - L'apparenza inganna (American Hustle), regia di David O. Russell
- Captain Phillips - Attacco in mare aperto (Captain Phillips), regia di Paul Greengrass
- Dallas Buyers Club, regia di Jean-Marc Vallée
- Gravity, regia di Alfonso Cuarón
- Lei (Her), regia di Spike Jonze
- A proposito di Davis (Inside Llewelyn Davis), regia di Joel ed Ethan Coen
- Nebraska, regia di Alexander Payne
- Saving Mr. Banks, regia di John Lee Hancock
- The Wolf of Wall Street, regia di Martin Scorsese

### Miglior attore
- Matthew McConaughey - Dallas Buyers Club
- Christian Bale - American Hustle - L'apparenza inganna
- Bruce Dern - Nebraska
- Chiwetel Ejiofor - 12 anni schiavo (12 Years a Slave)
- Tom Hanks - Captain Phillips - Attacco in mare aperto (Captain Phillips)
- Robert Redford - All Is Lost - Tutto è perduto (All Is Lost)

### Miglior attrice
- Cate Blanchett - Blue Jasmine
- Sandra Bullock - Gravity
- Judi Dench - Philomena
- Brie Larson - Short Term 12
- Meryl Streep - I segreti di Osage County (August: Osage County)
- Emma Thompson - Saving Mr. Banks

### Miglior attore non protagonista
- Jared Leto - Dallas Buyers Club
- Barkhad Abdi - Captain Phillips - Attacco in mare aperto (Captain Phillips)
- Daniel Brühl - Rush
- Bradley Cooper - American Hustle - L'apparenza inganna (American Hustle)
- Michael Fassbender - 12 anni schiavo (12 Years a Slave)
- James Gandolfini - Non dico altro (Enough Said)

### Miglior attrice non protagonista
- Lupita Nyong'o - 12 anni schiavo (12 Years a Slave)
- Scarlett Johansson - Lei (Her)
- Jennifer Lawrence - American Hustle - L'apparenza inganna (American Hustle)
- Julia Roberts - I segreti di Osage County (August: Osage County)
- June Squibb - Nebraska
- Oprah Winfrey - The Butler - Un maggiordomo alla Casa Bianca (The Butler)

### Miglior giovane interprete
- Adèle Exarchopoulos - La vita di Adele (Blue is the Warmest Colour)
- Asa Butterfield - Ender's Game
- Liam James - C'era una volta un'estate (The Way, Way Back)
- Sophie Nélisse - Storia di una ladra di libri (The Book Thief)
- Tye Sheridan - Mud

### Miglior cast corale
- American Hustle - L'apparenza inganna (American Hustle)
- 12 anni schiavo (12 Years a Slave)
- I segreti di Osage County (August: Osage County)
- The Butler - Un maggiordomo alla Casa Bianca (The Butler)
- Nebraska
- The Wolf of Wall Street

### Miglior regista
- Alfonso Cuarón - Gravity
- Paul Greengrass - Captain Phillips - Attacco in mare aperto (Captain Phillips)
- Spike Jonze - Lei (Her)
- Steve McQueen - 12 anni schiavo (12 Years a Slave)
- David O. Russell - American Hustle - L'apparenza inganna (American Hustle)
- Martin Scorsese - The Wolf of Wall Street

### Miglior sceneggiatura originale
- Spike Jonze - Lei (Her)
- Woody Allen - Blue Jasmine
- Joel ed Ethan Coen - A proposito di Davis (Inside Llewelyn Davis)
- Bob Nelson - Nebraska
- Eric Warren Singer e David O. Russell - American Hustle - L'apparenza inganna (American Hustle)

### Miglior sceneggiatura non originale
- John Ridley - 12 anni schiavo (12 Years a Slave)
- Steve Coogan e Jeff Pope - Philomena
- Tracy Letts - I segreti di Osage County (August: Osage County)
- Richard Linklater, Ethan Hawke e Julie Delpy - Before Midnight
- Billy Ray - Captain Phillips - Attacco in mare aperto (Captain Phillips)
- Terence Winter - The Wolf of Wall Street

### Miglior fotografia
- Emmanuel Lubezki - Gravity
- Sean Bobbitt - 12 anni schiavo (12 Years a Slave)
- Bruno Delbonnel - A proposito di Davis (Inside Llewelyn Davis)
- Phedon Papamichael - Nebraska
- Roger Deakins - Prisoners

### Miglior scenografia
- - Catherine Martin e Beverley Dunn - Il grande Gatsby (The Great Gatsby)
- Adam Stockhausen e Alice Baker - 12 anni schiavo (12 Years a Slave)
- Andy Nicholson, Rosie Goodwin e Joanne Wollard - Gravity
- K. K. Barrett e Geena Serdena - Lei (Her)
- Dan Hennah, Ra Vincent e Simon Bright - Lo Hobbit - La desolazione di Smaug (The Hobbit: The Desolation of Smaug)

### Miglior montaggio
- Alfonso Cuarón e Mark Sanger - Gravity
- Joe Walker - 12 anni schiavo (12 Years a Slave)
- Alan Baumgarten, Crispin Struthers e Jay Cassidy - American Hustle - L'apparenza inganna (American Hustle)
- Daniel P. Hanley e Mike Hill - Rush
- Thelma Schoonmaker - The Wolf of Wall Street

### Migliori costumi
- Catherine Martin - Il grande Gatsby (The Great Gatsby)
- Patricia Norris - 12 anni schiavo (12 Years a Slave)
- Michael Wilkinson - American Hustle - L'apparenza inganna (American Hustle)
- Ann Maskrey, Bob Buck e Richard Taylor - Lo Hobbit - La desolazione di Smaug (The Hobbit: The Desolation of Smaug)
- Daniel Orlandi - Saving Mr. Banks

### Miglior trucco
- American Hustle - L'apparenza inganna (American Hustle)
- 12 anni schiavo (12 Years a Slave)
- The Butler - Un maggiordomo alla Casa Bianca (The Butler)
- Lo Hobbit - La desolazione di Smaug (The Hobbit: The Desolation of Smaug)
- Rush

### Migliori effetti speciali
- Gravity
- Lo Hobbit - La desolazione di Smaug (The Hobbit: The Desolation of Smaug)
- Iron Man 3
- Pacific Rim
- Into Darkness - Star Trek

### Miglior film d'animazione
- Frozen - Il regno di ghiaccio (Frozen)
- I Croods (The Croods)
- Cattivissimo me 2 (Despicable Me 2)
- Monsters University
- Si alza il vento (The Wind Rises)

### Miglior film d'azione
- Lone Survivor
- Hunger Games: La ragazza di fuoco (Hunger Games: The Catching Fire)
- Iron Man 3
- Rush
- Into Darkness - Star Trek

### Miglior attore in film d'azione
- Mark Wahlberg - Lone Survivor
- Brad Pitt - World War Z
- Henry Cavill - L'uomo d'acciaio (Man of Steel)
- Robert Downey Jr. - Iron Man 3

### Miglior attrice in un film d'azione
- Sandra Bullock - Gravity
- Evangeline Lilly - Lo Hobbit - La desolazione di Smaug (The Hobbit: The Desolation of Smaug)
- Gwyneth Paltrow - Iron Man 3
- Jennifer Lawrence - Hunger Games: La ragazza di fuoco (The Hunger Games: The Catching Fire)

### Miglior film commedia
- American Hustle - L'apparenza inganna (American Hustle)
- Non dico altro (Enough Said)
- Corpi da reato (The Heat)
- Facciamola finita (This Is The End)
- C'era una volta un'estate (The Way, Way Back)
- La fine del mondo (The World's End)

### Miglior attore in un film commedia
- Leonardo DiCaprio - The Wolf of Wall Street
- Christian Bale - American Hustle - L'apparenza inganna (American Hustle)
- James Gandolfini - Non dico altro (Enough Said)
- Sam Rockwell - C'era una volta un'estate (The Way, Way Back)
- Simon Pegg - La fine del mondo (The World's End)

### Miglior attrice in un film commedia
- Amy Adams - American Hustle - L'apparenza inganna (American Hustle)
- Greta Gerwig - Frances Ha
- Julia Louis-Dreyfus - Non dico altro (Enough Said)
- Melissa McCarthy - Corpi da reato (The Heat)
- Sandra Bullock - Corpi da reato (The Heat)

### Miglior film sci-fi/horror
- Gravity
- L'evocazione - The Conjuring
- Into Darkness - Star Trek
- World War Z

### Miglior film straniero
- La vita di Adele (La Vie D'Adèle), regia di Abdellatif Kechiche . Francia
- La grande bellezza (The Great Beauty), regia di Paolo Sorrentino. Italia
- Il sospetto (Jagten), regia di Thomas Vinterberg. Danimarca
- Il passato (Le passé), regia di Ashghar Farhadi. Iran
- La bicicletta verde (Wadjda), regia di Haifaa Al-Mansour. Arabia Saudita

### Miglior documentario
- Searching for Sugar Man, regia di Malik Bendjelloul
- Bully, regia di Lee Hirsch
- L'impostore - The Imposter (The Imposter), regia di Bart Layton
- The Queen of Versailles, regia di Lauren Greenfield
- The Central Park of Five, regia di Ken Burns, Sarah Burns e David McMahon
- West of Memphis, regia di Amy J. Berg

### Miglior canzone
- All'alba sorgerò - Frozen - Il regno di ghiaccio (Frozen)
- Atlas - Hunger Games: La ragazza di fuoco (The Hunger Games: The Catching Fire)
- Happy - Cattivissimo me 2 (Despicable Me 2)
- Ordinary Love - Mandela: Long Walk to Freedom
- Please Mr. Kennedy - A proposito di Davis (Inside Llewelyn Davis)
- Young and Beautiful - Il grande Gatsby (The Great Gatsby)

### Miglior colonna sonora
- Steven Price - Gravity
- Hans Zimmer - 12 anni schiavo (12 Years a Slave)
- Arcade Fire - Lei (Her)
- Thomas Newman - Saving Mr. Banks

## Critics' Choice Television Awards
La 4ª edizione dei Critics' Choice Television Awards si è celebrata il 19 giugno 2014 al Beverly Hilton Hotel di Los Angeles.
La cerimonia, trasmessa in diretta dal network The CW, è stata presentata dall'attore e umorista statunitense Cedric the Entertainer.
Le candidature erano state annunciate il 28 maggio 2014; le nuove serie televisive più promettenti il seguente 9 giugno, data in cui è stato anche comunicato che Ryan Murphy sarebbe stato insignito del premio speciale Louis XIII Genius Award.
Segue una lista delle categorie con i rispettivi candidati. I vincitori sono evidenziati in grassetto in cima all'elenco di ciascuna categoria.

### Miglior serie TV drammatica
- Breaking Bad
  - The Americans
  - The Good Wife
  - Masters of Sex
  - Il Trono di Spade
  - True Detective

### Miglior attore in una serie TV drammatica

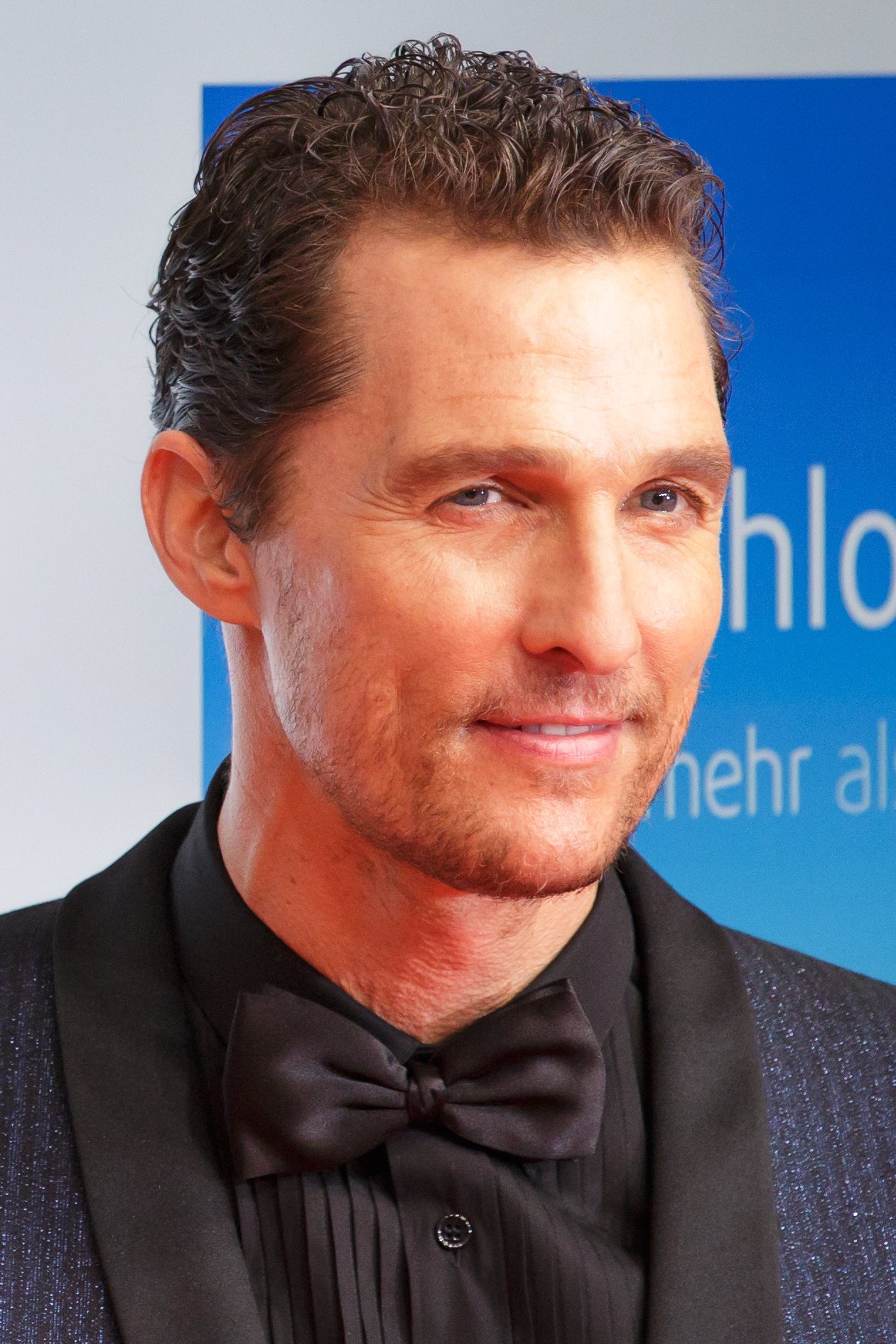
Matthew McConaughey, miglior attore in una serie TV drammatica

- Matthew McConaughey (True Detective)
  - Bryan Cranston (Breaking Bad)
  - Hugh Dancy (Hannibal)
  - Freddie Highmore (Bates Motel)
  - Matthew Rhys (The Americans)
  - Michael Sheen (Masters of Sex)

### Miglior attrice in una serie TV drammatica
- Tatiana Maslany (Orphan Black)
  - Lizzy Caplan (Masters of Sex)
  - Vera Farmiga (Bates Motel)
  - Julianna Margulies (The Good Wife)
  - Keri Russell (The Americans)
  - Robin Wright (House of Cards)

### Miglior attore non protagonista in una serie TV drammatica
- Aaron Paul (Breaking Bad)
  - Josh Charles (The Good Wife)
  - Walton Goggins (Justified)
  - Peter Sarsgaard (The Killing)
  - Jon Voight (Ray Donovan)

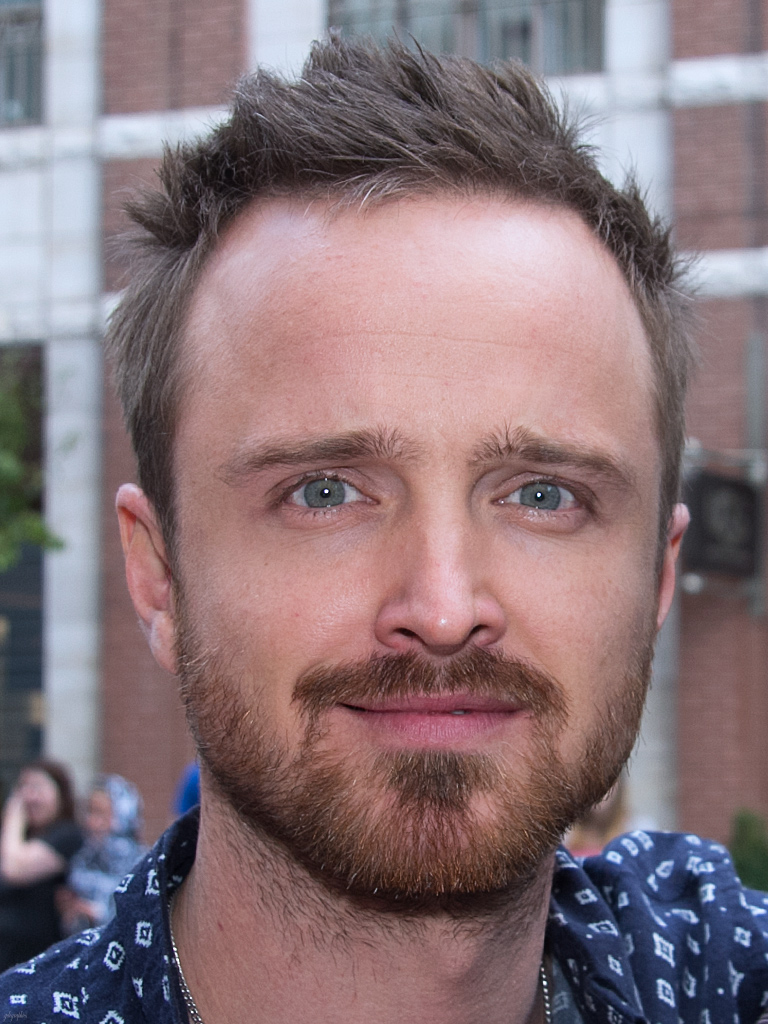
Aaron Paul, miglior attore non protagonista in una serie TV drammatica

  - Jeffrey Wright (Boardwalk Empire - L'impero del crimine)

### Miglior attrice non protagonista in una serie TV drammatica
- Bellamy Young (Scandal)
  - Christine Baranski (The Good Wife)
  - Anna Gunn (Breaking Bad)
  - Annet Mahendru (The Americans)
  - Melissa McBride (The Walking Dead)
  - Maggie Siff (Sons of Anarchy)

### Miglior guest star in una serie TV drammatica
- Allison Janney (Masters of Sex)
  - Beau Bridges (Masters of Sex)
  - Walton Goggins (Sons of Anarchy)
  - Joe Morton (Scandal)
  - Carrie Preston (The Good Wife)
  - Diana Rigg (Il Trono di Spade)

### Miglior serie TV commedia
- Orange Is the New Black
  - The Big Bang Theory
  - Broad City
  - Louie
  - Silicon Valley
  - Veep

### Miglior attore in una serie TV commedia
- Jim Parsons (The Big Bang Theory)
  - Louis C.K. (Louie)
  - Chris Messina (The Mindy Project)
  - Thomas Middleditch (Silicon Valley)
  - Adam Scott (Parks and Recreation)
  - Robin Williams (The Crazy Ones)

### Miglior attrice in una serie TV commedia
- Julia Louis-Dreyfus (Veep)
  - Ilana Glazer (Broad City)
  - Wendi McLendon-Covey (The Goldbergs)
  - Amy Schumer (Inside Amy Schumer)
  - Amy Poehler (Parks and Recreation)
  - Emmy Rossum (Shameless)

### Miglior attore non protagonista in una serie TV commedia
- Andre Braugher (Brooklyn Nine-Nine)
  - Keith David (Enlisted)
  - Tony Hale (Veep)
  - Albert Tsai (Trophy Wife)
  - Christopher Evan Welch (Silicon Valley)
  - Jeremy Allen White (Shameless)

### Miglior attrice non protagonista in una serie TV commedia
- Allison Janney (Mom)
- Kate Mulgrew (Orange Is the New Black)
  - Mayim Bialik (The Big Bang Theory)
  - Laverne Cox (Orange Is the New Black)
  - Kaley Cuoco (The Big Bang Theory)
  - Merritt Wever (Nurse Jackie - Terapia d'urto)

### Miglior guest star in una serie TV commedia
- Uzo Aduba (Orange Is the New Black)
  - Sarah Baker (Louie)
  - James Earl Jones (The Big Bang Theory)
  - Mimi Kennedy (Mom)
  - Andrew Rannells (Girls)
  - Lauren Weedman (Looking)

### Miglior film TV
- The Normal Heart
  - Un'avventura nello spazio e nel tempo (An Adventure in Space and Time)
  - Burton & Taylor
  - Killing Kennedy
  - Sherlock: L'ultimo giuramento (Sherlock: His Last Vow)
  - The Trip to Bountiful

### Miglior miniserie TV
- Fargo
  - American Horror Story: Coven
  - Bonnie & Clyde
  - Dancing on the Edge
  - The Hollow Crown
  - Luther

### Miglior attore in un film o miniserie TV
- Billy Bob Thornton (Fargo)

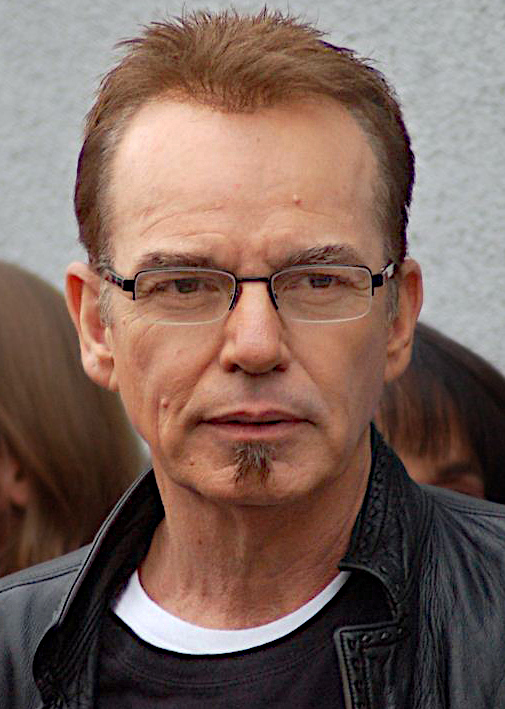
Billy Bob Thornton, miglior attore in un film o miniserie tv

  - David Bradley (Un'avventura nello spazio e nel tempo)
  - Benedict Cumberbatch (Sherlock: L'ultimo giuramento)
  - Chiwetel Ejiofor (Dancing on the Edge)
  - Martin Freeman (Fargo)
  - Mark Ruffalo (The Normal Heart)

### Miglior attrice in un film o miniserie TV
- Jessica Lange (American Horror Story: Coven)
  - Helena Bonham Carter (Burton & Taylor)
  - Minnie Driver (Return to Zero)
  - Whoopi Goldberg (A Day Late and a Dollar Short)
  - Holliday Grainger (Bonnie & Clyde)
  - Cicely Tyson (The Trip to Bountiful)

### Miglior attore non protagonista in un film o miniserie TV
- Matt Bomer (The Normal Heart)
  - Warren Brown (Luther)
  - Martin Freeman (Sherlock: L'ultimo giuramento)
  - Colin Hanks (Fargo)
  - Joe Mantello (The Normal Heart)
  - Blair Underwood (The Trip to Bountiful)

### Miglior attrice non protagonista in un film o miniserie TV
- Allison Tolman (Fargo)
  - Amanda Abbington (Sherlock: L'ultimo giuramento)
  - Kathy Bates (American Horror Story: Coven)
  - Ellen Burstyn (Flowers in the Attic)
  - Jessica Raine (Un'avventura nello spazio e nel tempo)
  - Julia Roberts (The Normal Heart)

### Miglior serie TV animata
- Archer
  - Adventure Time
  - Bob's Burgers
  - I Griffin (Family Guy)
  - Phineas e Ferb
  - I Simpson (The Simpsons)

### Miglior reality
- Cosmos: Odissea nello spazio (Cosmos: A Spacetime Odyssey)
  - Deadliest Catch
  - Duck Dynasty: buzzurri e bizzarri (Duck Dynasty)
  - MythBusters
  - Top Gear
  - Boss in incognito (Undercover Boss)

### Miglior talent show
- Shark Tank
  - The Amazing Race
  - Project Runway
  - Survivor
  - Top Chef
  - The Voice

### Miglior presentatore di un reality o talent show

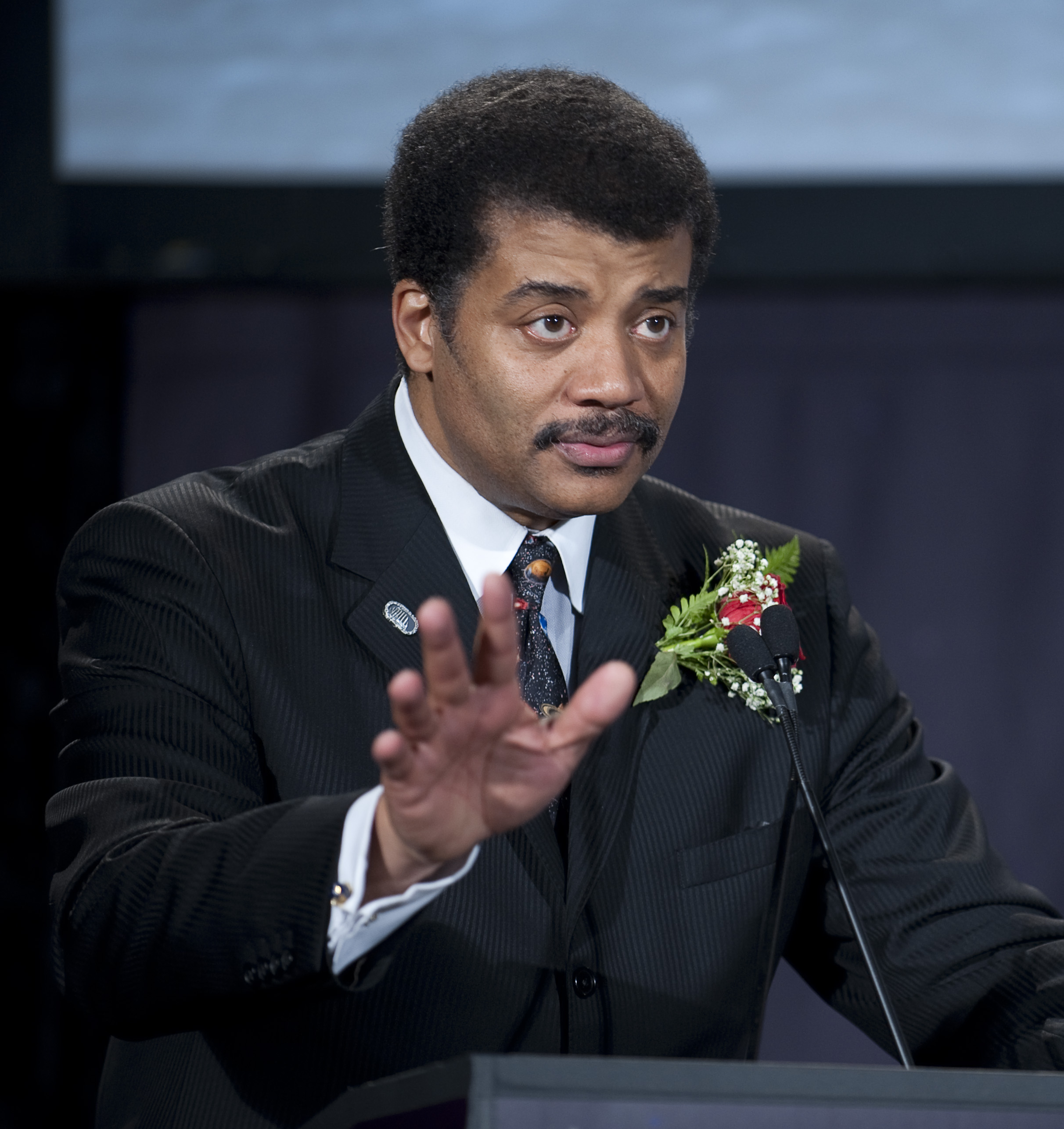
Neil deGrasse Tyson, presentatore di Cosmos: A Spacetime Odyssey

- Neil deGrasse Tyson (Cosmos: Odissea nello spazio)
  - Tom Bergeron (Dancing with the Stars)
  - Carson Daly (The Voice)
  - Cat Deeley (So You Think You Can Dance)
  - Gordon Ramsay (MasterChef)
  - RuPaul (America's Next Drag Queen)

### Miglior talk show
- The Tonight Show Starring Jimmy Fallon
  - The Colbert Report
  - Conan
  - The Daily Show with Jon Stewart
  - The Ellen DeGeneres Show
  - Jimmy Kimmel Live!

### Nuove serie TV più promettenti
- Extant
- Gotham
- Halt and Catch Fire
- The Leftovers - Svaniti nel nulla (The Leftovers)
- Outlander
- Penny Dreadful
- The Strain

### Premi speciali
- Louis XIII Genius Award a Ryan Murphy.